# Eucetotherium
Eucetotherium — рід цетотеріїдних містіцетів з міоценових (тортонських) морських відкладень на Північному Кавказі.